# Kardynałowie z nominacji Klemensa IX
Papież Klemens IX (1667–1669) mianował 12 nowych kardynałów na trzech konsystorzach:

## Konsystorz 12 grudnia 1667
1. Giacomo Rospigliosi, bratanek papieża, protonotariusz apostolski – kardynał prezbiter S. Sisto (tytuł nadany 30 stycznia 1668), następnie kardynał prezbiter Ss. Giovanni e Paolo (16 maja 1672), zm. 2 lutego 1684
2. Leopoldo de’ Medici, brat wielkiego księcia Toskanii Ferdynanda II de’ Medici – kardynał diakon Ss. Cosma e Damiano (tytuł nadany 9 kwietnia 1668), następnie kardynał diakon S. Maria in Cosmedin (14 maja 1670), zm. 10 listopada 1675
3. Sigismondo Chigi OSIoHieros, wielki przeor zakonu joannitów w Rzymie, krewny Aleksandra VII – kardynał diakon S. Maria in Domnica (tytuł nadany 30 stycznia 1668), następnie kardynał diakon S. Giorgio in Velabro (19 maja 1670), zm. 30 kwietnia 1678

## Konsystorz 5 sierpnia 1669

### Nominacja jawna
1. Emmanuel de Bouillon – kardynał prezbiter S. Giovanni a Porta Latina (tytuł nadany 19 maja 1670), następnie kardynał prezbiter S. Pietro in Vincoli (19 października 1676), kardynał biskup Albano (19 października 1689), kardynał biskup Porto e S. Rufina (21 lipca 1698), kardynał biskup Ostia e Velletri (15 grudnia 1700), zm. 2 marca 1715

### Nominacjain pectore, ogłoszona 29 listopada 1669
1. Luis Manuel Fernández de Portocarrero, dziekan kapituły w Toledo – kardynał prezbiter S. Sabina (tytuł nadany 19 maja 1670), następnie kardynał biskup Palestriny (27 stycznia 1698), zm. 14 września 1709

## Konsystorz 29 listopada 1669
1. Francesco Nerli, arcybiskup Florencji – kardynał prezbiter S. Bartolomeo all'Isola (tytuł nadany 19 maja 1670), zm. 6 listopada 1670
2. Emilio Bonaventura Altieri, prefekt Domu Papieskiego – kardynał prezbiter bez tytułu, od 29 kwietnia 1670 papież Klemens X, zm. 22 lipca 1676
3. Carlo Cerri, dziekan Roty Rzymskiej – kardynał prezbiter S. Adriano (tytuł nadany 19 maja 1670), zm. 14 maja 1690
4. Lazzaro Pallavicino – kardynał prezbiter S. Maria in Aquiro (tytuł nadany 19 maja 1670), następnie kardynał prezbiter S. Balbina (8 listopada 1677), zm. 21 kwietnia 1680
5. Giovanni Bona OCist – kardynał prezbiter S. Bernardo alle Terme (tytuł nadany 19 maja 1670), zm. 28 października 1674
6. Nicolò Acciaioli, audytor generalny Kamery Apostolskiej – kardynał diakon Ss. Cosma e Damiano (tytuł nadany 19 maja 1670), następnie kardynał diakon S. Maria in Via Lata (19 października 1689), kardynał prezbiter S. Callisto (28 listopada 1689), kardynał biskup Frascati (28 września 1693), kardynał biskup Porto e S. Rufina (15 grudnia 1700), kardynał biskup Ostia e Velletri (18 marca 1715), zm. 23 lutego 1719
7. Buonaccorso Buonaccorsi, skarbnik Kamery Apostolskiej – kardynał diakon S. Maria della Scala (tytuł nadany 19 maja 1670), zm. 18 kwietnia 1678